# Banc Troisième Thomas
Le banc Troisième Thomas (en anglais Third Thomas Shoal, en philippin Banko Thomas, en vietnamien Bãi Đồng Cam, en mandarin Hépíng ànshā (en sinogramme traditionnel 和平暗沙)), est un atoll des îles Spratleys en mer de Chine méridionale, à 7,5 milles marins (13,9 km) au nord de l'île plane, et 73 milles marins (135 km) au nord du récif Mischief. L'atoll est revendiqué par plusieurs nations.

## Histoire
L'atoll est l'un des trois nommés d'après Thomas Gilbert, capitaine du Charlotte (en) :
- Banc Premier Thomas - 9° 19′ N, 115° 56′ E (au sud du banc Second Thomas)[2] ;
- Banc Second Thomas - 9° 44′ N, 115° 52′ E (sud-est du récif Mischief)[2] ;
- Banc Troisième Thomas - 10° 54′ N, 115° 56′ E (nord-est de l'île plane - à une certaine distance au nord du banc Second Thomas)[3].